# Lux Mundi
Lux Mundi deveti je studijski album švicarskog metal sastava Samael, objavljen 29. travnja 2011. godine, a objavila ga je diskografska kuća Nuclear Blast Records. Latinske riječi Lux Mundi prevode se kao "Svjetlo svijeta".

## Popis pjesama
Tekstovi: Vorph, glazba: Xy.
| 1.    | »Luxferre«                 | 4:52 |
| 2.    | »Let My People Be!«        | 3:49 |
| 3.    | »Of War«                   | 3:42 |
| 4.    | »Antigod«                  | 4:04 |
| 5.    | »For a Thousand Years«     | 4:55 |
| 6.    | »The Shadow of a Sword«    | 3:50 |
| 7.    | »In the Deep«              | 4:01 |
| 8.    | »Mother Night«             | 4:19 |
| 9.    | »Pagan Trance«             | 4:20 |
| 10.   | »In Gold We Trust«         | 3:29 |
| 11.   | »Soul Invictus«            | 4:19 |
| 12.   | »The Truth Is Marching On« | 4:25 |
| 49:05 |                            |      |

## Zasluge
Samael
- Vorph – gitara, vokal
- Xy – bubnjevi, klavijature, produkcija
- Mak – gitara
- Mas – bas-gitara

Ostalo osoblje
- Russ Russell – miks, mastering
- Waldemar Sorychta – produkcija
- Patrick Pidoux – naslovnica, grafički dizajn